# 陳建輔
陳建輔（Chien-Fu Chen，1984年8月3日—），為台灣前棒球選手，曾經效力中華職棒米迪亞暴龍，守備位置為投手。

## 經歷
- 嘉義縣太保國小
- 嘉義縣溪口國中青少棒隊
- 台南縣善化高中青棒隊
- 台北體院棒球隊（榮工）
- 誠泰COBRAS隊代訓球員
- 中華職棒米迪亞暴龍（2008年）

## 外部連結
- 陳建輔在台灣棒球維基館上的頁面（繁體中文）